# Команданта Рамона
Команданта Рамона (исп. Comandanta Ramona, 1959 — 6 января 2006) — мексиканская революционерка, индианка-цоциль по национальности, один из руководителей САНО и борец за права женщин.

## Биография
В 1993 году работает с женщинами в индейских общинах над составлением и редактированием Революционного указа женщин (принят 8 марта того же года), по которому провозглашалось полное социально-политическое и экономическое равенство женщин и мужчин, а также — право на революционную борьбу с несправедливостью и эксплуатацией.
1 января 1994 года команданта Рамона руководила занятием столицы штата Чьяпас Сан Кристобаля. Позже, для участия в Национальном индейском конгрессе, в 1996 году пробилась из окружения правительственных войск.

## Болезнь и гибель
В 1994 году у команданты Рамоны обнаружили рак почки, и благодаря деятельности симпатизантов неосапатистам ей в 1996 году была сделана операция по её пересадке, которая продлила жизнь команданты на десять лет. Умерла команданта 6 января 2006 года.